# Championnat d'Israël de football 2006-2007
Navigation
Championnat d'Israël 2005-2006 Championnat d'Israël 2007-2008
Le Championnat d'Israël de football 2006-2007 est la 55e édition de ce championnat.

## Classement
| Rang | Équipe                  | Pts | J  | G  | N  | P  | Bp | Bc | Diff |
| ---- | ----------------------- | --- | -- | -- | -- | -- | -- | -- | ---- |
| 1    | Betar Jérusalem         | 67  | 33 | 19 | 10 | 4  | 52 | 24 | +28  |
| 2    | Maccabi Netanya         | 57  | 33 | 15 | 12 | 6  | 37 | 25 | +12  |
| 3    | Maccabi Tel-Aviv -2     | 54  | 33 | 15 | 11 | 7  | 42 | 28 | +14  |
| 4    | Hapoël Tel-Aviv         | 54  | 33 | 15 | 9  | 9  | 53 | 40 | +13  |
| 5    | Maccabi Haïfa           | 51  | 33 | 14 | 9  | 10 | 45 | 39 | +6   |
| 6    | Maccabi Petah-Tikvah    | 50  | 33 | 14 | 8  | 11 | 31 | 27 | +4   |
| 7    | MS Ashdod               | 42  | 33 | 12 | 6  | 15 | 49 | 49 | 0    |
| 8    | Hapoël Kfar Sabah       | 40  | 33 | 8  | 16 | 9  | 41 | 40 | +1   |
| 9    | Bnei Yehoudah           | 35  | 33 | 7  | 14 | 12 | 34 | 50 | -16  |
| 10   | Maccabi Herzliya        | 34  | 33 | 9  | 7  | 17 | 47 | 55 | -8   |
| 11   | Hakoah Amidar Ramat Gan | 28  | 33 | 6  | 10 | 17 | 32 | 54 | -22  |
| 12   | Hapoël Petah-Tikvah -3  | 16  | 33 | 3  | 10 | 20 | 29 | 61 | -32  |

|  | Champion |
|  | Relégué  |

## Bilan de la saison
| Tableau d'Honneur                |                 |
| Compétition                      | Vainqueur       |
| Championnat d'Israël de football | Betar Jérusalem |
| Coupe d'Israël de football       | Hapoël Tel-Aviv |

| Promotions et relégations |                                                |
| Relégués en Liga Leumit   | Hakoah Amidar Ramat Gan Hapoël Petah-Tikvah    |
| Promus en Ligat ha'Al     | Hapoël Bnei Sakhnin Hapoël Ironi Kiryat Shmona |